# Esqui cross-country nos Jogos Olímpicos de Inverno de 2014 - 30 km livre feminino
Os 30 km livre feminino do esqui cross-country nos Jogos Olímpicos de Inverno de 2014 ocorreu no dia 22 de fevereiro no Centro de Esqui Cross-Country e Biatlo Laura, na Clareira Vermelha em Sóchi.

## Medalhistas
| Ouro   | NOR Marit Bjørgen          |
| Prata  | NOR Therese Johaug         |
| Bronze | NOR Kristin Størmer Steira |

## Resultados
| Pos.              | Bib | Atleta                         | Tempo         | Diferença |
| ----------------- | --- | ------------------------------ | ------------- | --------- |
| Medalha de ouro   | 2   | NOR Marit Bjørgen              | 1:11:05.2     | —         |
| Medalha de prata  | 1   | NOR Therese Johaug             | 1:11:07.8     | +2.6      |
| Medalha de bronze | 10  | NOR Kristin Størmer Steira     | 1:11:28.8     | +23.6     |
| 4                 | 5   | FIN Kerttu Niskanen            | 1:12:26.9     | +1:21.7   |
| 5                 | 13  | CZE Eva Vrabcová-Nývltová      | 1:12:27.1     | +1:21.9   |
| 6                 | 20  | FRA Aurore Jéan                | 1:12:27.5     | +1:22.3   |
| 7                 | 21  | FRA Coraline Hugue             | 1:12:29.5     | +1:24.3   |
| 8                 | 25  | SWE Emma Wikén                 | 1:12:31.6     | +1:26.4   |
| 9                 | 31  | SUI Seraina Boner              | 1:12:35.0     | +1:29.8   |
| 10                | 37  | ESP Laura Orgué                | 1:12:37.3     | +1:32.1   |
| 11                | 24  | SWE Anna Haag                  | 1:12:40.1     | +1:34.9   |
| 12                | 15  | GER Katrin Zeller              | 1:12:41.4     | +1:36.2   |
| 13                | 34  | ITA Elisa Brocard              | 1:12:42.0     | +1:36.8   |
| 14                | 28  | UKR Valentina Shevchenko       | 1:12:42.6     | +1:37.4   |
| 15                | 29  | RUS Natalia Zhukova            | 1:12:56.7     | +1:51.5   |
| 16                | 30  | ITA Debora Agreiter            | 1:12:58.5     | +1:53.3   |
| 17                | 26  | FRA Anouk Faivre Picon         | 1:13:29.4     | +2:24.2   |
| 18                | 7   | FIN Krista Lähteenmäki         | 1:13:37.6     | +2:32.4   |
| 19                | 4   | NOR Heidi Weng                 | 1:13:46.1     | +2:40.9   |
| 20                | 33  | AUT Teresa Stadlober           | 1:13:50.1     | +2:44.9   |
| 21                | 9   | FIN Aino-Kaisa Saarinen        | 1:13:52.5     | +2:47.3   |
| 22                | 48  | CHN Li Hongxue                 | 1:14:01.5     | +2:56.3   |
| 23                | 12  | JPN Masako Ishida              | 1:14:09.0     | +3:03.8   |
| 24                | 11  | USA Liz Stephen                | 1:14:11.8     | +3:06.6   |
| 25                | 19  | FIN Riitta-Liisa Roponen       | 1:14:51.6     | +3:46.4   |
| 26                | 32  | USA Holly Brooks               | 1:14:58.3     | +3:53.1   |
| 27                | 16  | USA Kikkan Randall             | 1:15:10.7     | +4:05.5   |
| 28                | 22  | RUS Irina Khazova              | 1:15:19.2     | +4:14.0   |
| 29                | 35  | SLO Barbara Jezeršek           | 1:15:35.8     | +4:30.6   |
| 30                | 44  | POL Sylwia Jaśkowiec           | 1:15:47.6     | +4:42.4   |
| 31                | 6   | SWE Charlotte Kalla            | 1:16:18.5     | +5:13.3   |
| 32                | 41  | UKR Maryna Antsybor            | 1:16:22.7     | +5:17.5   |
| 33                | 52  | KOR Lee Chae-won               | 1:16:38.2     | +5:33.0   |
| 34                | 40  | CZE Petra Novaková             | 1:17:49.6     | +6:44.4   |
| 35                | 49  | UKR Kateryna Grygorenko        | 1:17:53.0     | +6:47.8   |
| 36                | 18  | SWE Sara Lindborg              | 1:18:03.9     | +6:58.7   |
| 37                | 14  | USA Jessica Diggins            | 1:18:13.0     | +7:07.8   |
| 38                | 39  | POL Paulina Maciuszek          | 1:18:44.7     | +7:39.5   |
| 39                | 38  | BLR Alena Sannikova            | 1:18:46.3     | +7:41.1   |
| 40                | 53  | POL Kornelia Kubińska          | 1:19:57.7     | +8:52.5   |
| 41                | 36  | ITA Ilaria Debertolis          | 1:20:22.2     | +9:17.0   |
| 42                | 30  | CZE Klára Moravcová            | 1:20:56.4     | +9:51.2   |
| 43                | 54  | CAN Brittany Webster           | 1:21:05.5     | +10:00.3  |
| 44                | 46  | CAN Emily Nishikawa            | 1:21:38.6     | +10:33.4  |
| 45                | 43  | KAZ Elena Kolomina             | 1:21:50.0     | +10:44.8  |
| 46                | 42  | CAN Amanda Ammar               | 1:22:03.7     | +10:58.5  |
| 47                | 47  | BUL Antoniya Grigorova-Burgova | 1:23:05.6     | +12:00.4  |
| 48                | 45  | KAZ Tatyana Ossipova           | 1:23:52.6     | +12:47.4  |
| 49                | 51  | KAZ Heidi Widmer               | 1:24:11.5     | +13:06.3  |
| 50                | 56  | CRO Vedrana Malec              | 1:24:13.4     | +13:08.2  |
| 51                | 57  | AUS Aimee Watson               | 1:34:00.1     | +22:54.9  |
| —                 | 3   | POL Justyna Kowalczyk          | DNF           | —         |
| —                 | 23  | GER Nicole Fessel              | DNF           | —         |
| —                 | 55  | BUL Teodora Malcheva           | DNF           | —         |
| —                 | 22  | RUS Julia Ivanova              | 1:15:22.1 DSQ | +4:16.9   |
| —                 | 8   | RUS Yuliya Chekaleva           | 1:15:46.6 DSQ | +4:41.4   |
| —                 | 27  | ITA Marina Piller              | 1:14:44.7 DSQ | +3:39.5   |

Legenda
| Recorde mundial      | Recorde mundial (World record)               |                       | Recorde africano                      | Recorde africano (African) |                                           | Q | Classificado por posição (Qualified) |
| Recorde olímpico     | Recorde olímpico (Olympic record)            | Recorde da América    | Recorde da América (Americas)         | q                          | Classificado por melhor tempo (Qualified) |   |                                      |
| Melhor marca do ano  | Melhor marca do ano (World leading)          | Recorde asiático      | Recorde asiático (Asian)              | DNS                        | Não largou (Did not start)                |   |                                      |
| Recorde nacional     | Recorde nacional (National record)           | Recorde europeu       | Recorde europeu (European)            | DNF                        | Não terminou (Did not finish)             |   |                                      |
| Recorde pessoal      | Recorde pessoal do atleta (Personal best)    | Recorde da Oceania    | Recorde da Oceania (Oceania)          | DSQ / DQ                   | Desclassificado (Disqualified)            |   |                                      |
| Recorde da temporada | Recorde da temporada do atleta (Season best) | Recorde sul-americano | Recorde sul-americano (South America) | NM                         | Sem marca (No mark)                       |   |                                      |